# S-160

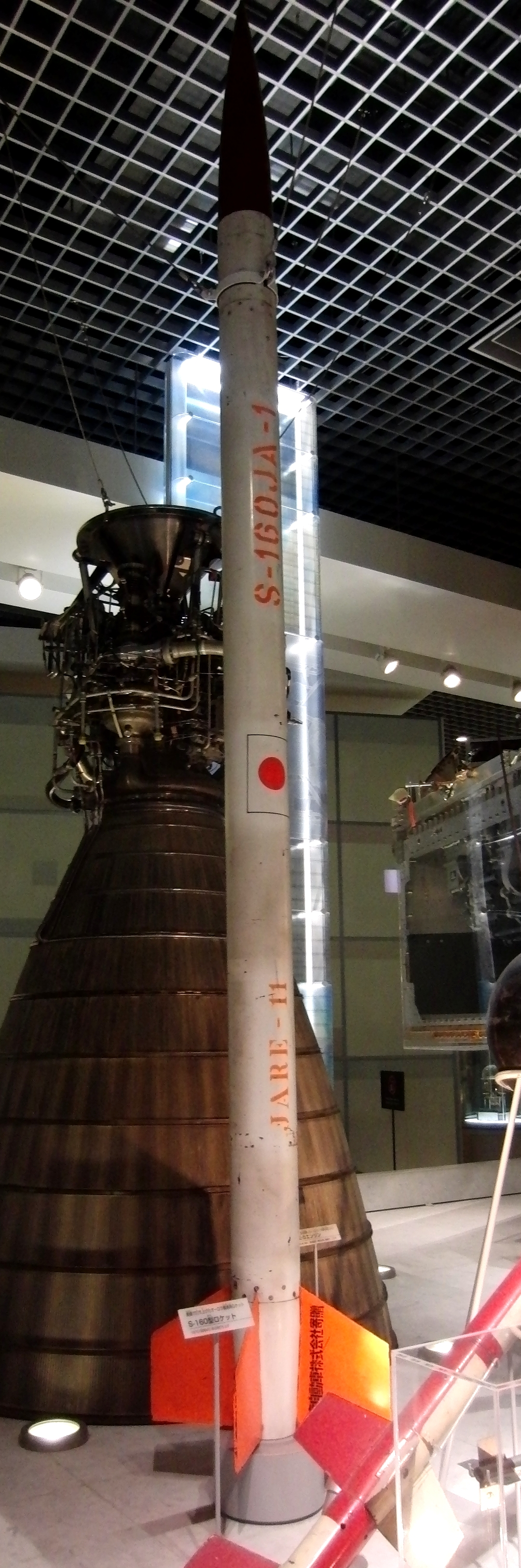
S-160JA-1.

S-160, é um foguete de sondagem de origem japonesa, desenvolvido no início da década de 60, seu objetido era efetuar
pesquisas meteorológicas.

## Características
O S-160, era um foguete de apenas um estágio, movido a combustível sólido, com as seguintes características:
- Altura: 4 m
- Diâmetro: 16 cm
- Massa total: 100 kg
- Carga útil:
- Apogeu: 80 km
- Estreia: 28 de julho de 1964
- Último: 16 de abril de 1972
- Lançamentos: 23